# Редмонд, Майкл
Майкл Редмонд (род. 25 мая 1963 года) — игрок в го, один из немногочисленных американцев, получивших профессиональный разряд по го, также — единственный неазиатский игрок, имеющий ранг 9 профессионального дана.

## Биография
Майкл Редмонд родился 25 мая 1963 года в Санта-Барбаре, штат Калифорния. Он начал играть в го в возрасте 11 лет. В 14 лет он стал инсэем при японской го-федерации Нихон Киин. Через 4 года он получил ранг 1 профессионального дана. В 1985 году он достиг 5 дана; в 2000 году получил наивысший разряд 9 дана, став единственным неазиатским игроком, достигшим такого уровня.
Редмонд ни разу не завоёвывал японских титулов, но тем не менее он добился успеха в отборочных этапах розыгрышей Синдзин-О, титульного турнира кисэй и NEC Синъэй в начале 90-х годов. Также он стал полуфиналистом в розыгрыше Кубка Fujitsu и Кубка Tong Yang. На данный момент Майкл Редмонд является спортивным комментатором го-матчей на канале NHK; в 2005 году он был выбран лучшим комментатором канала. Ежегодно Майкл Редмонд совместно с Американской ассоциацией го организует юношеский турнир Кубок Редмонда. Он является автором двух книг по теории го, написанных и изданных на английском языке.

## Титулы
Участвовал в финале розыгрыша
| Титул                             | Год  |
| --------------------------------- | ---- |
| Синдзин-О                         | 1992 |
| NEC Сюнъэй                        | 1990 |
| North American Masters Tournament | 1997 |